# Mohamed Badr Hassan
Mohamed Badr Hassan (in arabo محمد بدر حسن‎?; Il Cairo, 25 novembre 1989) è un calciatore egiziano naturalizzato gibilterriano, centrocampista del Manchester 62 e della nazionale gibilterriana.

## Carriera

### Club
Ha giocato nella massima serie gibilterriana.

### Nazionale
Nel 2019 ha esordito con la nazionale gibilterriana.

## Statistiche

### Cronologia presenze e reti in nazionale
| Cronologia completa delle presenze e delle reti in nazionale ― Gibilterra | Cronologia completa delle presenze e delle reti in nazionale ― Gibilterra | Cronologia completa delle presenze e delle reti in nazionale ― Gibilterra | Cronologia completa delle presenze e delle reti in nazionale ― Gibilterra | Cronologia completa delle presenze e delle reti in nazionale ― Gibilterra | Cronologia completa delle presenze e delle reti in nazionale ― Gibilterra | Cronologia completa delle presenze e delle reti in nazionale ― Gibilterra | Cronologia completa delle presenze e delle reti in nazionale ― Gibilterra |
| Data                                                                      | Città                                                                     | In casa                                                                   | Risultato                                                                 | Ospiti                                                                    | Competizione                                                              | Reti                                                                      | Note                                                                      |
| ------------------------------------------------------------------------- | ------------------------------------------------------------------------- | ------------------------------------------------------------------------- | ------------------------------------------------------------------------- | ------------------------------------------------------------------------- | ------------------------------------------------------------------------- | ------------------------------------------------------------------------- | ------------------------------------------------------------------------- |
| 10-10-2019                                                                | Pristina                                                                  | Kosovo                                                                    | 1 – 0                                                                     | Gibilterra                                                                | Amichevole                                                                | -                                                                         |                                                                           |
| 15-10-2019                                                                | Gibilterra                                                                | Gibilterra                                                                | 2 – 3                                                                     | Georgia                                                                   | Qual. Euro 2020                                                           | -                                                                         | 46’ 81’                                                                   |
| 15-11-2019                                                                | Copenaghen                                                                | Danimarca                                                                 | 6 – 0                                                                     | Gibilterra                                                                | Qual. Euro 2020                                                           | -                                                                         | 66’                                                                       |
| 18-11-2019                                                                | Gibilterra                                                                | Gibilterra                                                                | 1 – 6                                                                     | Svizzera                                                                  | Qual. Euro 2020                                                           | -                                                                         | 85’                                                                       |
| 5-9-2020                                                                  | Gibilterra                                                                | Gibilterra                                                                | 1 – 0                                                                     | San Marino                                                                | UEFA Nations League 2020-2021 - 1º turno                                  | -                                                                         | 77’                                                                       |
| 7-10-2020                                                                 | Ta' Qali                                                                  | Malta                                                                     | 2 – 0                                                                     | Gibilterra                                                                | Amichevole                                                                | -                                                                         | 49’                                                                       |
| 10-10-2020                                                                | Vaduz                                                                     | Liechtenstein                                                             | 0 – 1                                                                     | Gibilterra                                                                | UEFA Nations League 2020-2021 - 1º turno                                  | -                                                                         | 23’ 87’                                                                   |
| 11-11-2020                                                                | Sofia                                                                     | Bulgaria                                                                  | 3 – 0                                                                     | Gibilterra                                                                | Amichevole                                                                | -                                                                         | 49’                                                                       |
| 17-11-2020                                                                | Gibilterra                                                                | Gibilterra                                                                | 1 – 1                                                                     | Liechtenstein                                                             | UEFA Nations League 2020-2021 - 1º turno                                  | -                                                                         |                                                                           |
| 27-3-2021                                                                 | Podgorica                                                                 | Montenegro                                                                | 4 – 1                                                                     | Gibilterra                                                                | Qual. Mondiali 2022                                                       | -                                                                         | 46’                                                                       |
| 4-6-2021                                                                  | Capodistria                                                               | Slovenia                                                                  | 6 – 0                                                                     | Gibilterra                                                                | Amichevole                                                                | -                                                                         | 68’                                                                       |
| 8-10-2021                                                                 | Gibilterra                                                                | Gibilterra                                                                | 0 – 3                                                                     | Montenegro                                                                | Qual. Mondiali 2022                                                       | -                                                                         | 83’                                                                       |
| 11-10-2021                                                                | Rotterdam                                                                 | Paesi Bassi                                                               | 6 – 0                                                                     | Gibilterra                                                                | Qual. Mondiali 2022                                                       | -                                                                         | 80’                                                                       |
| 13-11-2021                                                                | Istanbul                                                                  | Turchia                                                                   | 6 – 0                                                                     | Gibilterra                                                                | Qual. Mondiali 2022                                                       | -                                                                         | 59’                                                                       |
| 10-9-2023                                                                 | Atene                                                                     | Grecia                                                                    | 5 – 0                                                                     | Gibilterra                                                                | Qual. Euro 2024                                                           | -                                                                         | 83’                                                                       |
| 21-11-2023                                                                | Faro                                                                      | Gibilterra                                                                | 0 – 6                                                                     | Paesi Bassi                                                               | Qual. Euro 2024                                                           | -                                                                         | 66’                                                                       |
| Totale                                                                    |                                                                           | Presenze                                                                  | 16                                                                        |                                                                           | Reti                                                                      | 0                                                                         |                                                                           |